# 肯納邦克 (緬因州普查規定居民點)
肯納邦克（英語：Kennebunk）是位於美國緬因州約克縣的一個普查規定居民點。

## 人口
根據2020年美國人口普查的數據，肯納邦克的面積為17.48平方千米，當中陸地面積為17.48平方千米，而水域面積為0.00平方千米。當地共有人口5776人，而人口密度為每平方千米330.43人。